# فرانس سموت
فرانس سمّوت (بالإنجليزية: Frans Sammut) (19 نوفمبر 1945 - 4 مايو 2011) كاتب وقاص مالطي.

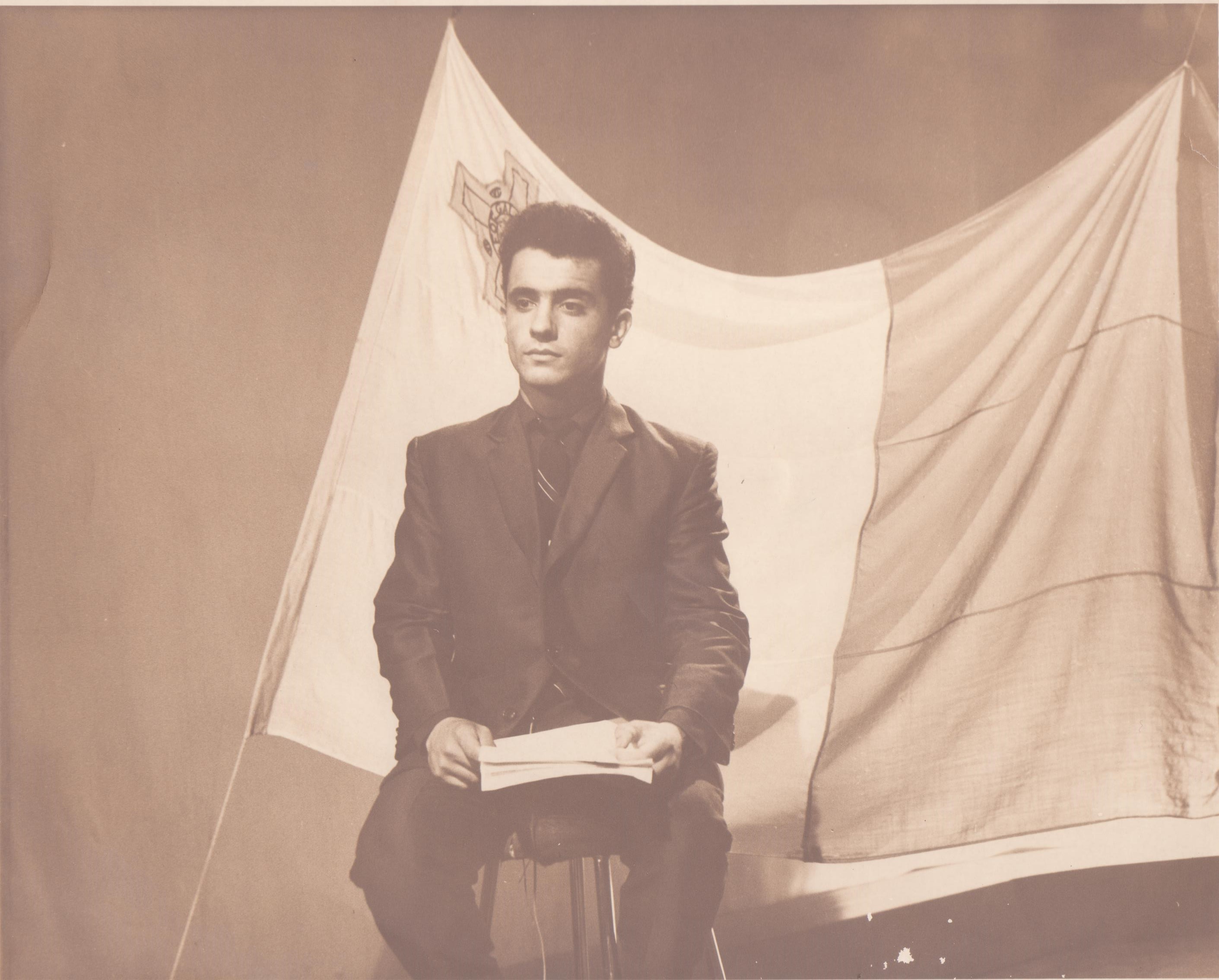
Malta's Modern National Author, Frans Sammut, and the Maltese Flag - late 1960s/early 1970s

## النشأة

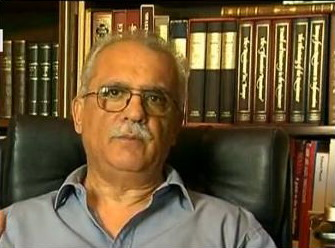
فرانس سمّوت 2010

ولد فرانس سمّوت في بلدة الزبّوج في مالطا [1]. درس في مدرستها الابتدائية، وفي كلية القديس لويس غونزاغا (الويسيوس)، وفي معهد سانت مايكل لتدريب المعلمين. تخرج من جامعة مالطا بدبلوم وماجستير في علم اللاهوت المقدس، ولاحقا من جامعة بيروجيا بدرجة دبلوم في تعليم اللغة الإيطالية في الخارج.

## المهنة
لمع اسم سمّوت في اوائل الستينيات حيث كان ما زال يافعا من خلال قصته القصيرة (البيان) التي فازت بالمركزالأول في مسابقة رابطة الكتّاب الشباب، ومن خلال قصتيه القصيرتين اللتين فازتا بالمركزالثاني والرابع في نفس المسابقة. ثم في أواخر الستينيات شارك في تأسيس حركة النهضة الأدبية في مالطا، وفي وقت لاحق شغل منصب سكرتير عام أكاديمية اللغة المالطية. في عام 2010 انتُخب زميلا في جمعية نابليون الدولية.
انهى سمّوت مسيرته في حقل التعليم كمدير مدرسة، علما بانه بين عامي 1996-1998 عمل كمستشار ثقافي لرئيس وزراء مالطا. كان متزوجا من السيدة كاثرين كاكيّا ولهما ابنان، مارك وجان بيير.
نشر فرانس سمّوت العديد من الأعمال، بما في ذلك روايتيه الأكثر مبيعا: (القفص) التي حولت إلى فيلم سينمائي عام 1971 من إخراج فيليب ماريو أتسوباردي ، و (الساموراي) التي فازت بجائزة روثمانز[1]، و (باتشيفيل) الحائزة على وسام الدولة الأدبي[1] إضافة إلى رواية (الحلم المالطي) التي كتب عنها الناقد الأدبي نوربرت إلّول فينسينتي: «لا يضاهيها شيء في الأدب المالطي» ، كما اعتبرها رئيس الوزراء الاسبق والكاتب المسرحي الفريد سانت بانها «تحفة فنية». فيما وصفتها الشاعرة والاديبة البريطانية مارجوري بولتن بأنها «عمل عملاق».
كما نشر سمّوت العديد من المجموعات القصصية القصيرة منها (المتاهة)، (الفصول)، و (حكايات من زماننا).
وتشمل أعماله غيرالقصصية (الثورة الفرنسية: التاريخ والمعنى)، (بونابرت في مالطا) التي ترجمت إلى الفرنسية عام 2008. و (حول شيفرة دافينشي كود) 2006، وهي دراسة باللغتين الإنجليزية والمالطية حول الكتاب الأكثر مبيعا وقتها في العالم. وهو أيضا محرر معجم انطون فاسّالّي المتوفى سنة 1829 والذي يُعتبر الاب المؤسس لللغة المالطية.
في عام 2006 نشر سمّوت كتاب فاسّالّي (الشعارات والأمثال والأقوال المأثورة في اللغة المالطية) بعد ترجمته من الإيطالية. وفي عام 2007 مَثلت روايته (الحلم المالطي) مالطا في مجموعة الاسبرانتو الخاصة بالأعمال الأدبية الكلاسيكية التي تصدرها المونديال للكتب في نيويورك. في عام 2008 اعيد نشر روايته (القفص) للمرة الخامسة. وفي عام 2009 قدم سمّوت إعادة قراءة وتفسير ثوري جديد لقصيدة (شدو القضا) لبيتر كاشارو (1400 – 1485). معروفة أيضا باسم «الانشودة»، وهي أقدم وثيقة معروفة مكتوبة باللغة المالطية.
ترجم فرانس سمّوت أعمالا هامة للمسرح منها فايدرا (راسين) 1978.(الحضيض) لمكسيم غوركي وقد قدمت على خشبة المسرح القومي «مسرح مانويل» تحت إشراف الشاعر ماريو اتسوباردي.
كتب عنه عميد جامعة مالطا السابق البروفيسور والمفكر والفيلسوف بيتر سيراتشينو إنغلوط:
«تكمن عبقرية سمّوت في قدرته على نقل الحدث من الطابع الفولتيري والتاريخي إلى نوع من الكرنفالية الساخرة، ربما أكثر سخرية من قناع الحياة نفسها. يمنح سمّوت القارئ القدرة على الاستمتاع بالوجه الآخر للشخصيات المتسمة عادة بالجدية التامة. فيبتسم المرء كما لو كان شريكا لهذه الشخصيات في المراوغة والشكوك، وحتى في السقوط. ربما يكون التحول في الأسلوبية من السرد التاريخي إلى الخيالي هو التحدي الأكبر الذي تواجهه الترجمة بكافة اشكالها».
وصفه البروفيسورهنري فريندو:
«دافئ وصريح. وهو الابن البار لبلدته زبّوج. فرانكوفوني متحمس، ومجادل حاد لكن له قدرة على الاحتمال. وطني وعاطفي على الدوام. ملما وبارعا في اللغة الإنجليزية كبراعته في لغته المالطية. وهو مقدام ولا يبخل ابدا في المنازلة وتسديد اللكمات ان شعر بظلم يطاله أو يطال أي شخص آخر».

## وفاته
كانت الكلمات الأخيرة الشهيرة لفرانس «كنا أنا وزوجتي في طريقنا إلى القدس، لكن يبدو ان الخطط قد تغيرت. فانا ذاهب الآن إلى قدس السماء».
وكان رد فعل سِراتشينو إنغلوط اثر موته: «أدركت حينها سهولة تبادل البكاء والضحك لمواقعهما».

## الجائزة الوطنية
في مايو عام 2014 اطلقت وزارة التربية والتعليم المالطية جائزة باسم جائزة فرانس سمّوت للغة المالطية.

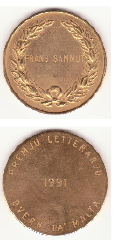
Government of Malta Literary Prize given to Frans Sammut in 1991 for the novel Paceville

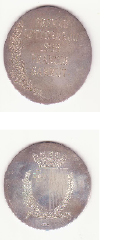
Government of Malta Literary Prize given to Frans Sammut in 1995 for Il-Ħolma Maltija

## أعماله
- المتاهة، وقصص أخرى. مجموعة قصصية، 1968
- القفص. رواية. 5 طبعات، 1971 – حولت إلى فيلم سينمائي من إخراج فيليب ماريو اتسوباردي المقيم في الولايات المتحدة
- لعبة بين أربعة قصة قصيرة طويلة، 1972
- الساموري. رواية. 3 طبعات، 1975
- المسيح في الشعر المالطي. أطروحة غيرمنشورة. جامعة مالطا، 1973 – 1977
- فيردا. مسرحية لجان راسين، 1978
- جريمة قتل في الزقاق الحر. قصة قصيرة مطولة، 1979
- محنة فاسّالّي. مسرحية، 1980
- الكنّة. مسرحية. ترجمة رابطة ديفيد هربرت لورانس، 1980
- مسيرة العمال نحو الحرية. تحليل سياسي، 1982
- الثورة الفرنسية: التاريخ والمعنى. دراسة تاريخية، 1989
- باتشيفيل. رواية، 1990
- الأدب. دراسة نقدية. تحرير طوني كورتيس، 1992
- حُكْم مونروي. اوبيرا فلكلورية، 1993
- الحلم المالطي. رواية، 1993، 1994، 2012 [13]
- منّارينو. اوبيرا فلكلورية، 1994
- أعمال الرسل. اوبيرا فلكلورية، 1995
- بونابرت في مالطا. دراسة تاريخية، 1997. ترجمة وتقديم (للفرنسية، 2006) باول بورج اوليفير، عمدة فاليتا
- الفصول. مجموعة قصصية، 1998 (رسومات جيوفاني كاسيللي)
- حكايات من زماننا. مجموعة قصصية، 2000. (رسومات جيوفاني كاسيللي)
- الاب جورج: رجل الناس. دراسة تاريخية ودينية، 2001
- سيرة بلدة زبّوج. دراسة تاريخية، 2001. ترجمة الاب سالف تشابّارا
- المعجم. معجم ميكيل انطون فاسّالّي، 2001
- لماذا لا للاتحاد الأوروبي. دراسة سياسية، 2003
- نظرة عن كثب على حياة القديس فيليب ومذهبه. دراسة تاريخية دينية، 2004
- حول شيفرة دافينشي كود. دراسة نقدية، 2006
- الشعارات والأمثال والأقوال المأثورة في اللغة المالطية. ترجمة اصيلة لكتاب ميكيل انطون فاسّالّي 2006
- الفريد سانت: رؤيا من اجل التغيير. دراسة سياسية، 2008
- مقدمة معجم بارون فنسنت اتسوباردي التي تتضمن تحليلا نقديا لانشودة كاشارو، 2009

## وصلات خارجية
- franssammut.info
- franssammut.com نسخة محفوظة 25 مارس 2012 على موقع واي باك مشين.
- فيديو على يوتيوب
- فيديو على يوتيوب